# Dadda Atta
Dadda 'Atta est une figure semi légendaire et fondatrice de la confédération tribale des Aït Atta, située principalement dans la région du Djebel Saghro au sud-est du Maroc. Son histoire, bien que profondément enracinée dans la tradition orale, est un élément clé pour comprendre l'identité et les dynamiques socio-territoriales des Aït 'Atta, notamment leur expansion vers le Drâa et le Haut Atlas.

## Biographie
Dadda 'Atta aurait vécu au cours de la seconde moitié du XVIe siècle. Les premières mentions historiques indirectes de son époque se situent autour de 1571, date à laquelle les Aït Atta apparaissent dans des sources européennes. Il est considéré comme un chef tribal amazigh originaire du Saghro, doté d’un grand prestige militaire et spirituel.
Selon la tradition, Dadda 'Atta serait mort au combat contre les Arabes Banu Maaqildans la vallée du Drâa inférieure, à un endroit nommé Tuna n-l'Arabén, dont le simple nom reste mal perçu par les Aït 'Atta aujourd’hui. Il est enterré à Taqqat n-Ilktawen, près de Tagounite,, dans un tombeau modeste mais symbolique, mesurant environ 2,50 m sur 5,50 m. Sa stature légendaire est accentuée par la disposition exceptionnelle de sa pierre tombale, qui dépasse la taille habituelle des sépultures musulmanes.

### Dada Atta dans la formation de la confédération des Aït Atta
La confédération des Aït Atta aurait commencé à émerger durant la seconde moitié du XVIe siecle, à partir d’une coalition tribale saharienne dans la région du draa Ces tribus sanhajiennes voyaient en la figure de Dada Atta un homme capable de les unir au sein d’une alliance puissante, et c’est ainsi qu’elles lui auraient confié la direction de leurs affaires. Son nom serait alors devenu le symbole de cette confédération tribale.
La tradition orale transmise parmi les Aït Atta, ainsi que les écrits de l’officier français Georges Spillmann, confirment que Dada Atta a joué un rôle central dans le processus d’unification des tribus sahariennes sanhajiennes. Il aurait bénéficié d’une légitimité spirituelle, peut-être en tant que disciple ou parent du saint soufi Sidi Abdellah ben Hsain al-Amghari.
Son rôle semble avoir été celui d’unificateur: il aurait fédéré différentes tribus autour d’un projet commun, dans un contexte marqué par l’instabilité économique et les tensions religieuses dans la région du Drâa, notamment à la suite du déclin survenu après le règne du sultan Ahmed al-Mansour Saadi.
Des questions demeurent sur les intentions politiques de Dada Atta: visait-il à créer un État fort dans le Sud, sur le modèle de l’empire almoravide? Ou voulait-il établir une émirerie locale, à l’instar d’autres figures religieuses et politiques du Souss et du Tafilalet? Quelles que soient ses ambitions réelles, son projet n’a pas abouti à une domination politique durable, et il reste absent des sources historiques officielles de l’époque.
Malgré ce silence, les faits suggèrent que Dada Atta a joué un rôle déterminant dans la naissance d’une confédération tribale structurée et influente. Il aurait agi avec l’appui de la famille Maghraouie, qui entretenait déjà des liens solides avec les tribus sanhajiennes. Ce soutien semble avoir perduré bien au-delà de la formation de la confédération, les Aït Atta continuant à témoigner leur respect aux descendants de cette famille jusqu’à aujourd’hui.

## Légendes fondatrices
Plusieurs récits relatent que Dadda 'Atta aurait eu quarante fils, tous mariés le même jour. Lors des festivités, un berger appartenant aux Aït Siddrat sabota les armes des jeunes époux et avertit sa tribu. Les Aït Siddrat attaquèrent alors les Aït Atta et massacrèrent les quarante fils de Dadda 'Atta. Toutefois, les épouses de ces derniers étaient toutes enceintes.Elles mirent au monde trente-neuf garçons et une fille, assurant ainsi la continuité de la lignée.
Ce récit est souvent interprété comme une allégorie de l’expansion des Aït Atta depuis le Saghro vers d’autres régions, notamment vers le Drâa et le Haut Atlas central, une dynamique qui ne commence historiquement qu’à partir du XIXe siècle. La légende met aussi en scène un présage: lors de la poursuite des Aït Siddrat, la jument de Dadda 'Atta aurait levé son antérieur à Tizi n-l-'Azz, signe interprété comme l’ordre de cesser l’offensive,

## Relations avec les saints

### Mulay 'Abdallah bin Hsain
Dadda 'Atta est également lié à plusieurs figures saintes de la tradition marocaine. Une tradition rapporte qu’il se serait installé à Marrakech, où il se lia d’amitié avec le saint Mulay 'Abdallah bin Hsain. À la suite d’un différend avec ce dernier et d’autres saints, Dadda 'Atta aurait été exilé dans le Sahara, mais non sans avoir épousé la fille de Mulay 'Abdallah. La figure de Mulay 'Abdallah bin Hsain, dont le tombeau est situé à Tamsluht, est centrale pour les Aït Atta, qui voient en lui leur saint patron. Ce lien spirituel entre le chef guerrier Dadda 'Atta et le saint fondateur reflète la complémentarité entre pouvoir temporel et autorité religieuse dans les sociétés berbères. Le tombeau de Dadda 'Atta se trouve à Taqqat n-Ilktawen, au sud de Zagora, dans la haute vallée du Drâa.

### Sidi Sa'id Ahansal
Une autre tradition importante évoque l’alliance entre Dadda 'Atta et Sidi Sa'id Ahansal, saint fondateur de la zawiya Ahansal dans le Moyen Atlas. Confronté à l’hostilité de tribus voisines telles que les Aït Ughzu et Aït w-Assar, Sidi Sa'id aurait sollicité l’aide de Dadda 'Atta à travers un appel télépathique. Dadda 'Atta mit symboliquement sept ans, sept mois, sept jours et sept heures pour répondre à cet appel. Bloqué par une rivière en crue, il fut miraculeusement aidé par Sidi Sa'id, qui assécha le cours d’eau. En récompense, Dadda 'Atta demanda uniquement le droit de pâturage pour ses troupeaux. Cet accord se transforma plus tard en une revendication territoriale durable. Les Aït Atta établirent leur présence sur les pentes sud du Moyen Atlas et jusqu’aux abords du Haut Atlas et de Bin el-Ouidane. Certains textes affirmant que l’alliance entre Sidi Saïd Ahansal et Dadda 'Atta permit également d’expulser les derniers occupants portugais présents dans la région du Haut Atlas. Cette victoire symbolique contre un ennemi étranger renforce l’image de ces deux figures comme défenseurs à la fois du territoire et de l’islam face aux envahisseurs.
Selon des traditions orales locales, la fondation de la Zawiya d'Ahansal repose sur une coopération légendaire entre Dadda Atta, représentant le pouvoir temporel, et Dadda Saïd, ancêtre des saints Ihansalen, porteur de l'autorité spirituelle. Ensemble, ils auraient établi un équilibre de pouvoirs qui perdure encore aujourd’hui. Cet arrangement aurait été officiellement reconnu plus tard par un acte ou un traité entre les habitants autochtones de la région et Sidi Lahcen u Othman, arrière-petit-fils du fondateur spirituel.

La situation s’est complexifiée au fil du temps, notamment par l’installation définitive de plusieurs groupements tribaux des Aït Atta (souvent appelés «les gens du sud») au nord de la ligne de partage des eaux de l’Atlas, mettant ainsi fin à leur transhumance saisonnière vers le sud.

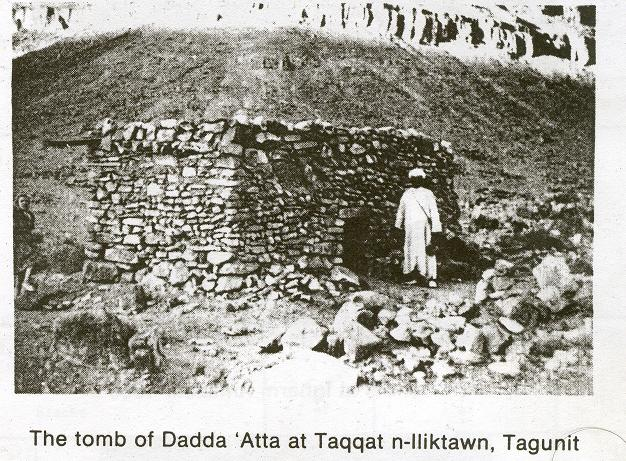
La Tombe de Dada Atta a Tagounite

## Héritage et postérité
Le rôle de Dadda 'Atta dans la mémoire des Aït Atta reste prégnant. Son tombeau, bien que modeste, est l’objet d’un respect considérable. Les traditions racontent que son corps repose sur le côté droit, la tête tournée vers La Mecque, dans une tombe disproportionnée à la taille humaine, accentuant l’aura mythique du personnage. L’expansion des Aït Atta vers le nord repose en grande partie sur le pacte conclu avec les Ihansalen, descendants de Sidi Sa'id Ahansal. En 1598, un acte foncier fut établi par Sidi Lahsen w-'Atman, arrière-petit-fils du saint, consacrant ce partage des terres. Les Aït Atta devinrent ainsi les maitres des pâturages, tandis que les Ihansalen conservaient l’autorité spirituelle.

### Rôle dans l’organisation sociale et politique des Ait Atta
On doit incontestablement attribuer le succès des Aït Atta à la forte solidarité maintenue entre les différentes tribus qui composent la confédération, malgré des conflits internes parfois violents. Ce lien social repose en grande partie sur le respect du devoir de suzeraineté, qui revêt un caractère sacré dans leur culture politique.
Selon la tradition, le législateur originel des Aït Atta, Dadda Atta, aurait institué un système de relations structurant les rapports entre groupes nomades et sédentaires (qsouriens). Il aurait laissé à ces derniers le choix de leurs protecteurs tout en imposant aux tribus nomades le respect de ce choix. Ce dispositif aurait instauré une forme de concurrence régulée entre les tribus protectrices, les poussant à ménager leurs vassaux et à maintenir une certaine stabilité dans la région.

### Usage symbolique et résistance au pouvoir central
Au-delà de son statut de fondateur légendaire de la confédération, Dadda ‘Atta joue un rôle symbolique fort dans la culture politique des Aït Atta. Son nom est fréquemment invoqué comme source d’autorité morale et de légitimation des décisions collectives, notamment dans les relations conflictuelles avec le makhzen (le pouvoir central marocain).

L'une des expressions les plus célèbres qui lui sont attribuées témoigne de cette fonction symbolique. Elle est souvent mobilisée pour justifier le refus de payer les impôts ou les redevances imposées par l'État :
« Wa ḥaqq Dadda ‘Atta, mā yaʿṭā mā-nīn yaʿṭā, wal-ḥā ywallī Jbel Saghro ṭṭā »

 (Par le serment de Dadda ‘Atta : rien ne sera donné. Et s’il faut que cela change, que le djebel Saghro devienne une plaine.)
Cette formule est restée dans la mémoire orale comme un symbole de résistance et d'attachement à l'autonomie tribale. Elle illustre la manière dont l’image de Dadda ‘Atta sert de repère identitaire, particulièrement en période de tension ou de contestation du pouvoir établi.

## Datation et contexte historique
Les premières mentions européennes des Aït Atta datent de 1571. Mulay 'Abdallah bin Hsain aurait reçu sa baraka en 1557-58 et serait mort entre 1568 et 1592. L’acte de 1598 mentionné ci-dessus situe l’activité de Dadda 'Atta peu avant cette période, suggérant qu’il aurait vécu entre la première moitié et la fin du XVIe siècle.